# Parafia św. Mikołaja w Niegowej
Parafia Świętego Mikołaja BW w Niegowej – parafia rzymskokatolicka znajdująca się we wsi Niegowa. Należy do dekanatu Żarki archidiecezji częstochowskiej. Została utworzona w XIII wieku.